# Женские грёзы
«Женские грёзы» (швед. Kvinnodröm, Женские мечты) — художественный фильм шведского кинорежиссёра Ингмара Бергмана 1955 года. В основе сюжета — один день из жизни двух женщин — юной фотомодели и её начальницы.

## Сюжет
Сюзанна (Эва Дальбек), хозяйка стокгольмской фотостудии, собирается ехать в Гётеборг, якобы для организации фотосессии. Но все её подчинённые осведомлены об истинной цели поездки — Сюзанна организовала её, чтобы встретиться с Хенриком, женатым мужчиной, с которым она рассталась несколько месяцев назад.
Вместе с Сюзан должна ехать Дорис (Харриет Андерссон), фотомодель, юная и легкомысленная девушка. Палле (Свен Линдберг) пытается отговорить её от поездки, чтобы отпраздновать успешно сданные им экзамены, но Дорис ссорится с ним, и заявляет, что между ними всё кончено. Вечером в дороге Сюзанна борется с желанием открыть дверь вагона и выпрыгнуть под проходящий мимо поезд.
Дорис гуляет по Гётеборгу, разглядывая витрины дорогих магазинов с одеждой и ювелирными украшениями. Возле одной из витрин с ней знакомится Отто Сёндерби (Гуннар Бьёрнстранд), пожилой респектабельно одетый мужчина и предлагает купить для Дорис понравившееся ей платье. После недолгих уговоров она соглашается. Отто заказывает платье и туфли в ателье, а в ювелирном магазине — жемчужное ожерелье. Увлечённая примеркой Дорис слишком поздно вспоминает о запланированной съёмке. На площади, где её ждали фотографы и Сюзанна, она появляется с опозданием на час. Сюзанна приходит в бешенство, отменяет съёмку и увольняет Дорис. Её находит Отто, вместе они идут в кафе, в парк аттракционов, затем в его особняк. В особняке Дорис замечает на стене портрет похожей на неё красивой молодой женщины. Отто поясняет, что это портрет его жены, которая уже двадцать три года содержится в психиатрической лечебнице, куда она попала после рождения дочери. Вскоре прибывают утренние покупки, и Отто без труда уговаривает Дорис их надеть. Он откупоривает шампанское и дарит ей браслет с драгоценными камнями. Их оживлённую беседу прерывает визит дочери Марианны (Керстин Хедеби). К отцу она испытывает нескрываемую смесь презрения и ненависти, и требует от него денег. Отто безуспешно пытается не пустить Марианну в спальню, где прячется Дорис. Марианна, отпустив несколько оскорбительных комментариев в адрес отца и Дорис, отнимает у неё браслет, даёт ей пощёчину и уходит. Униженная скандалом и внезапным озлоблением Отто, Дорис возвращает ему все подарки и уходит.
После отмены фотосессии Сюзанна звонит Хенрику и умоляет о встрече. Вечером Хенрик приходит в её гостиничный номер, но вскоре их свидание прерывается визитом жены Хенрика Марты (Инга Ландгре). Вместо сцены ревности она спокойным голосом рассказывает Сюзанне, что Хенрик слишком слаб, чтобы начать всё сначала, оставив жену вместе с двумя детьми, и к тому же находится в финансовой зависимости от Марты из-за неминуемого банкротства своей фирмы. Позже к Сюзан в номер приходит Дорис, плачет и рассказывает об ужасном дне. Сюзан соглашается взять её обратно.
Стокгольм. Дорис помирилась с Палле и продолжает работать в фотостудии. Сюзанна рвёт письмо от Хенрика, в котором он пишет, что готов продолжать встречаться с ней, несмотря на неприятное событие в Гётеборге.

## В ролях
| Актёр               | Роль                                     |
| ------------------- | ---------------------------------------- |
| Эва Дальбек         | Сюзанна Франк                            |
| Харриет Андерссон   | Дорис                                    |
| Гуннар Бьёрнстранд  | Отто Сёндерби                            |
| Ульф Пальме         | Хенрик Лобелиус                          |
| Инга Ландгре        | Марта Лобелиус жена Хенрика              |
| Свен Линдберг       | Палле жених Дорис                        |
| Найма Вифстранд     | госпожа Арен                             |
| Бенкт-Оке Бенктссон | Магнус директор модельного агентства     |
| Гит Гей             | хозяйка ателье                           |
| Виола Сундберг      | фотомодель                               |
| Лудде Генцель       | Фердинанд Сундстрём фотограф в Гётеборге |
| Черстин Хедебю      | Марианна дочь Сёндерби                   |

## Съемочная группа
- Автор сценария и режиссёр: Ингмар Бергман
- Оператор: Хильдинг Блад
- Композитор: Стюарт Гёрлинг
- Художник: Гиттан Густафссон
- Монтаж: Карл-Олов Скепстедт
- Продюсер: Руне Вальдекранц

## Работа над фильмом
«Женские грёзы» снимались с июня по август 1954 года, дополнительные сцены были досняты в феврале 1955 года. Фильм был задуман в качестве компенсации продюсеру Руне Вальдекранцу за коммерческий провал «Вечера шутов», предыдущего фильма Бергмана, снятого на студии «Сандрев». Режиссёр вспоминал, что работать приходилось в условиях строжайшей экономии.

## Темы
В «Женских грёзах» Ингмар Бергман продолжает развивать тему войны полов. В фильмах «Женщины ждут» (1952), «Женские грёзы» и «Улыбки летней ночи» (1955) эта война пока что носит трагикомический характер — противоборствующие стороны идут на всевозможные ухищрения, но за чередой атак, отступлений и капитуляций пока что не следуют непоправимые последствия.
Кинокритик Турстен Маннс в ходе беседы с Бергманом обратил внимание на то, что в основе интереса Отто Сёндерби  к Дорис лежит не сексуальный интерес, а сожаление о невозможности нормального общения с ненавидящей его дочерью Марианной. Двойственность этой сюжетной линии остаётся нераскрытой вплоть до сцены с появлением Марианны, и Отто превращается из комического персонажа, богатого престарелого соблазнителя в трагического, одинокого старика, потерявшего жену и дочь.

## Критика
В Швеции фильм не пользовался успехом у публики и провалился в прокате. Во Франции он демонстрировался в 1958 году в рамках ретроспективного показа фильмов Бергмана, но не привлёк внимания критиков, за исключением Эрика Ромера.
В США «Женские грёзы» появились лишь в 1960 году, после «Седьмой печати» и «Земляничной поляны», что повлияло на оценку критиков. Эйб Уэйлер в рецензии для New Yourk Times похвалил хорошую игру Эвы Дальбек, Харриет Андерссон, Инги Ландгре и Ульфа Пальме, но отметил, что фильму недостаёт символизма и поэтики последующих фильмов, сделавших его знаменитым.
Сам Ингмар Бергман считал «Женские грёзы» проходным фильмом:

…фильм получился скучный. Я был тогда очень усталым, это был не очень радостный период моей жизни.— Интервью Ингмара Бергмана 